# La notte (romanzo)
La notte ( און די וועלט האָט געשוויגן...) è un romanzo autobiografico di Elie Wiesel (Eliezer Wiesel) che racconta le sue esperienze di giovane ebreo ortodosso deportato insieme alla famiglia nei campi di concentramento di Auschwitz e Buchenwald negli anni 1944-1945, al culmine dell'Olocausto, fino alla fine della seconda guerra mondiale.
In poco più di 100 pagine di narrazione frammentaria Wiesel descrive come l'orrore vissuto nei campi di concentramento e di sterminio gli abbia fatto perdere la fede in Dio e nell'umanità; tale perdita si riflette nell'inversione dei ruoli padre-figlio, poiché egli, da adolescente, dovrà badare a suo padre, divenuto via via più debole, fino alla morte. "Se solo potessi sbarazzarmi di questo peso morto [...] Immediatamente mi vergognai di me stesso, per sempre". Nel racconto, ogni cosa viene invertita, ogni valore distrutto. "Qui non ci sono padri, fratelli, amici", gli disse un Kapo. "Ognuno vive e muore in solitudine".
Wiesel aveva 16 anni quando Buchenwald venne liberata dagli Alleati nell'aprile 1945, troppo tardi per suo padre, che era morto a causa delle percosse subite, mentre egli assisteva impotente e silenzioso nel letto a castello per paura di essere a sua volta colpito.
Per la perdita di fiducia in Dio e nell'umanità, Wiesel non volle parlare della sua esperienza per 10 anni. Nel 1954 Wiesel scrisse un manoscritto di 865 pagine in yiddish, pubblicato poi in una versione di 245 pagine con il titolo ...און די וועלט האט געשוויגן ...un di velt hot geschvign ("...e il mondo rimase in silenzio"), quando a Buenos Aires, il romanziere francese François Mauriac lo persuase a scrivere per un pubblico più vasto.
Anche con l'aiuto di Mauriac, trovare un editore non fu una cosa semplice perché il libro era ritenuto troppo morboso. Venne comunque pubblicato nel 1958 in Francia in una versione di 178 pagine con il titolo la Nuit, e nel 1960 negli Stati Uniti in una seconda versione di 116 pagine intitolata The Night. A distanza di cinquanta anni il libro è stato tradotto in 30 lingue, ed è considerato, accanto a Se questo è un uomo di Primo Levi e al Diario di Anna Frank, come uno dei capolavori della letteratura sull'Olocausto. Ma a differenza di questi testi, non è palese quanto del racconto di Wiesel sia autobiografico. Gli studiosi ebbero delle difficoltà nel capire la sua opera nuda e cruda. Il critico letterario statunitense Ruth Franklin scrisse che la traduzione spietata del testo dall'yiddish al francese trasformò un'opera rabbiosa in un capolavoro.
La notte è il primo libro di una trilogia – La notte, L'alba e Il giorno – che riflette lo stato d'animo di Wiesel durante e dopo l'Olocausto. Il titolo rimarca la transizione dall'oscurità alla luce, secondo la tradizione ebraica di considerare l'inizio di un nuovo giorno il calar della notte. Nel libro La notte, egli dice, "voglio far vedere la fine, la finalità del tragico evento. Ogni cosa va verso la fine – l'uomo, la storia, la letteratura, la religione, Dio. Non c'è più nulla. Eppure noi ricominceremo con la notte."

## Antefatto

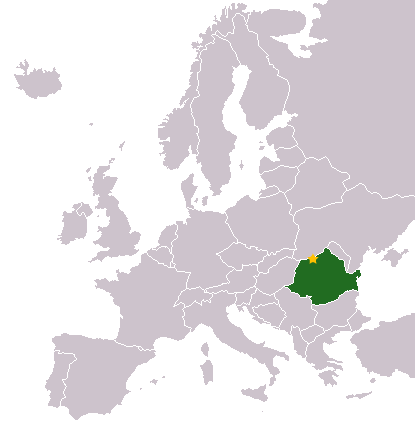
Collocazione geografica di Sighet, in Romania

Wiesel nacque il 30 settembre 1928 a Sighet, un paese di montagna sui Carpazi nel nord della Transilvania, in un'affiatata comunità di 10 000 - 20 000 abitanti, in maggioranza ebrei ortodossi, all'epoca in Ungheria. Successivamente Wiesel descrisse quel periodo, dal 1942 al 1943, come comunque relativamente tranquillo per la popolazione ebraica.
La situazione cambiò bruscamente la mezzanotte del 18 marzo 1944, quando le forze armate tedesche fecero scattare l'Operazione Margarethe ed invasero l'Ungheria insediando il governo fantoccio di Döme Sztójay e Adolf Eichmann, comandante dell'omonimo Sondereinsatzkommando Eichmann ("Unità d'azione speciale Eichmann") nazista, giunse nel Paese per supervisionare la deportazione degli ebrei ad Auschwitz.
Mentre gli Alleati preparavano la liberazione dell'Europa in maggio e giugno di quell'anno, Wiesel e la sua famiglia – suo padre Cholmo (o Shlomo), sua madre Sarah e le sue sorelle Hilda, Beatrice e Tzipora – furono deportati ad Auschwitz assieme a 
15 000 ebrei di Sighet e a 18 000 dei villaggi vicini. La madre di Wiesel e la sorella Tzipora, di soli 7 anni, furono immediatamente mandate nelle camere a gas mentre Hilda e Beatrice sopravvissero ma furono separate dal resto della famiglia. Wiesel e suo padre riuscirono a rimanere insieme, sopravvissero ai lavori forzati e ad una marcia della morte verso il campo di concentramento di Buchenwald, dove Wiesel vide morire suo padre poche settimane prima che la Sesta Divisione della Corazzata statunitense liberasse il campo.

## Contenuti

### Moshè il custode

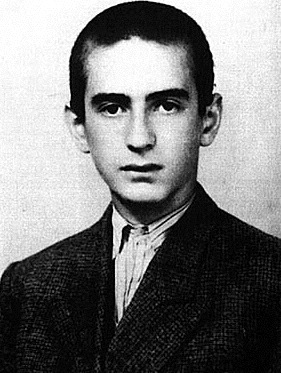
Elie Wiesel all'età di 15 anni, nel 1943 o inizio 1944

Il racconto inizia a Sighet nel 1941. Il narratore è Eliezer, un ragazzo ebreo ortodosso osservante, che studia il Talmud di giorno e di notte va nella Sinagoga a piangere per la distruzione del Tempio, una premonizione, scrive Ellen Fine, dell'ombra che sta per calare sugli ebrei in Europa. Nonostante la disapprovazione del padre, Eliezer impiega il suo tempo a discutere di Cabala e dei misteri dell'universo con Moshè il Custode, un umile concittadino che si occupa della Sinagoga locale, "impacciato come un clown" ma molto amato. Moshè gli spiega come "l'uomo si innalza verso Dio attraverso le domande che Gli pone", un tema presente più volte nel libro.
Verso la fine del 1942, il governo ungherese decreta che gli ebrei devono essere in grado di provare la loro cittadinanza o saranno espulsi: Moshè è caricato su treno bestiame e portato in Polonia. In qualche modo riesce a fuggire, miracolosamente salvato da Dio, come egli crede, così da poter salvare gli ebrei di Sighet. Il custode della Sinagoga ritorna in fretta al villaggio per raccontare ciò che egli chiama la storia della sua morte, andando di casa in casa dicendo: “Ebrei ascoltatemi! È tutto quello che vi chiedo. Niente soldi. Niente pietà. Ascoltatemi!”
Moshè racconta che non appena il treno bestiame aveva attraversato il confine con la Polonia era stato preso in consegna dalla Gestapo, la polizia segreta tedesca. Gli ebrei erano stati trasferiti nei camion e guidati in una foresta in Galizia, vicino a Kolomaye, dove erano stati costretti a scavare fosse. Al termine, ogni prigioniero aveva dovuto avvicinarsi ad una fossa e presentare il collo per essere colpito a morte. I bambini erano stati gettati in aria e utilizzati come bersagli dai mitraglieri. Egli racconta loro di Malka, una giovane donna che ci aveva messo 3 giorni a morire, e di Tobias, il sarto che aveva supplicato di essere ucciso prima dei suoi figli, e come lui, Moshè, fosse stato colpito alla gamba e dato per morto. Ma gli ebrei di Sighet non vogliono ascoltarlo, rendendolo il primo testimone inascoltato de La notte.

### I ghetti di Sighet
Nel corso dei successivi 18 mesi le restrizioni verso gli ebrei aumentano. Nelle case ebree non si possono custodire oggetti di valore. Gli ebrei non sono autorizzati a entrare nei ristoranti, nelle sinagoghe, o uscire di casa dopo le sei di sera e devono indossare la stella gialla in ogni momento.
(Povero Padre! Di che cosa sei morto?)»
Le SS trasferiscono gli ebrei in uno dei due ghetti, gestiti come una piccola città, ognuno con il proprio consiglio o Judenrat.
Non era né il tedesco né l'ebreo che governava il ghetto – era l'illusione.»
Nel maggio 1944 al Judenrat viene annunciato che i ghetti saranno chiusi con effetto immediato e gli abitanti saranno deportati. Non viene detta loro la destinazione, ma solo che possono portare con sé solo pochi effetti personali. Il giorno dopo, Eliezer osserva come la polizia ungherese, brandendo manganelli e fucili, raduna amici e vicini, per poi marciare attraverso le strade. "È stato da quel momento che ho cominciato a odiarli, e il mio odio è ancora l'unico legame con loro oggi."

### Auschwitz
Eliezer e la sua famiglia sono caricati su un carro bestiame chiuso con altre 80 persone, senza luce, con poco cibo e acqua, con l'aria appena sufficiente per respirare. Durante la loro terza notte nel vagone, una donna, Madame Schaechter, ha più volte attacchi isterici, gridando che può vedere le fiamme, fino a quando non è ridotta al silenzio dagli altri passeggeri. È il secondo testimone inascoltato de La notte, che si ritiene solo, come il treno che raggiunge Auschwitz-Birkenau, dove gli altri passeggeri vedranno i camini. 
All'arrivo uomini e donne sono separati: Eliezer e suo padre sono mandati a sinistra, mentre la madre, Hilda, Beatrice e Tzipora a destra. Eliezer scoprì solo anni dopo che la madre e Tzipora erano state mandate immediatamente nelle camere a gas.
Il resto de La notte descrive gli sforzi disperati di Eliezer per non essere separato da suo padre, per non perderlo mai di vista, il suo dolore e la vergogna nel vederlo sempre più impotente, di come cambi il rapporto tra di loro man mano che il giovane deve prendersi sempre più cura del padre anziano, il suo rancore e il senso di colpa perché l'esistenza di suo padre minaccia la sua. Più cresce il suo bisogno di sopravvivere, maggiore diventa il distacco dalle altre persone. La sua perdita di fiducia nei rapporti umani si rispecchia nella sua perdita della fede in Dio.
Durante la prima notte, mentre lui e suo padre sono in fila per essere gettati in una pira, Eliezer osserva un camion consegnare il suo carico di bambini nel fuoco. Mentre suo padre recita il Kaddish, la preghiera ebraica per i morti - Wiesel scrive che nella lunga storia degli ebrei, che non sa se la gente ha sempre recitato la preghiera per i defunti per se stessi - Eliezer considera l'idea di buttarsi contro il recinto elettrico. In quel momento a lui e a suo padre viene ordinato di andare alla loro baracca. Ma Eliezer è già distrutto. "L'allievo del Talmud, il bambino che ero, è stato consumato tra le fiamme. Restava solo una forma che mi assomigliava".
Segue un brano che, scrive Ellen Fine, contiene i temi principali de La notte - la morte di Dio, i bambini, l'innocenza, e la défaite du moi, o dissoluzione del sé, un tema ricorrente nella letteratura dell'Olocausto:
Con la perdita di sé, Eliezer perde anche la nozione del tempo: "Guardai mio padre. Come era cambiato [...] Erano successe così tante cose in quelle poche ore che avevo perso la cognizione del tempo. Quando avevamo lasciato le nostre case? E il ghetto? E il treno? È stato solo una settimana? O una notte, una sola notte?"
Dio non è perso del tutto per Eliezer. Durante l'impiccagione di un bambino, alla quale il campo è costretto ad assistere, sente qualcuno chiedere: Dov'è Dio? Dove si trova? Il peso del suo corpo non è sufficiente a rompergli il collo, così il bambino muore lentamente e in agonia. Wiesel lo ricorda davanti a lui, vede la sua lingua ancora rosea e gli occhi chiari, e piange.
E udii una voce dentro di me rispondergli: Egli è qui - Egli è appeso qui su questa forca.»
Ellen Fine scrive che questo è l'evento centrale in La notte, il sacrificio religioso, Isacco legato all'altare, Gesù inchiodato alla croce, descritto da Alfred Kazin come la morte letterale di Dio. Successivamente i detenuti celebrano il Rosh Hashanah, il nuovo anno ebraico, ma Eliezer non può partecipare.

### Marcia della morte

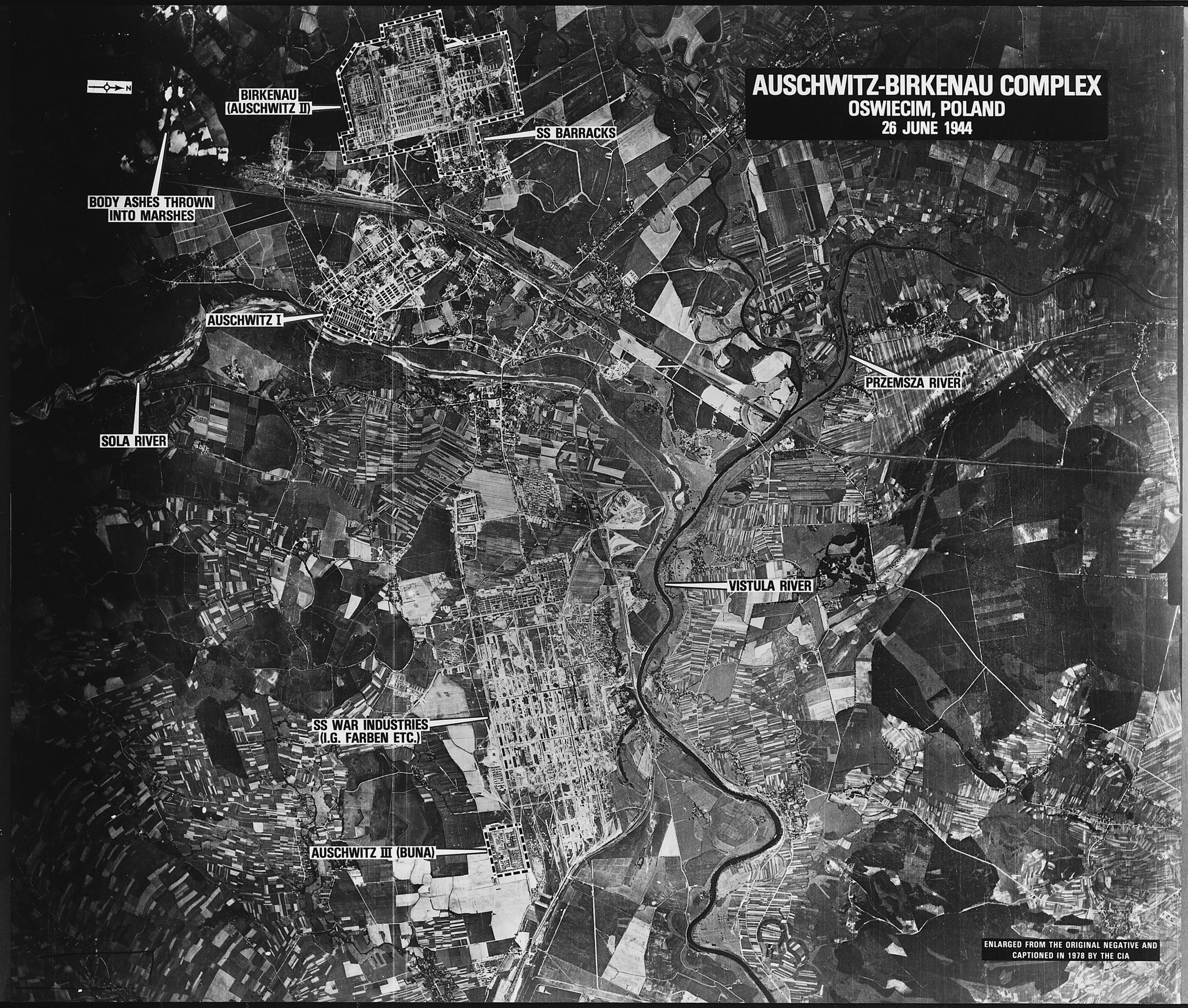
Veduta aerea del complesso Auschwitz, Birkenau e Monowitz nel 1944.

Intorno all'agosto del 1944, Eliezer e suo padre sono trasferiti da Birkenau al campo di lavoro di Monowitz, dove le loro vite si ridussero al continuo evitare le violenze e alla ricerca di cibo. "Pane e zuppa erano tutta la mia vita. Ero un corpo. Forse anche meno: uno stomaco affamato." La loro unica gioia era costituita dai bombardamenti sul campo da parte degli statunitensi. Nel gennaio 1945, con l'avvicinarsi dell'esercito sovietico, i tedeschi decisero di fuggire, portando con sé sessantamila detenuti in una marcia della morte verso i campi di concentramento in Germania. Eliezer e suo padre camminano fino a Gleiwitz per andare a bordo di un treno merci con destinazione Buchenwald, un campo nei pressi di Weimar, distante 563 chilometri da Auschwitz.
Mentre riposano in un capannone dopo aver camminato per ottanta chilometri, Rabbi Eliahou chiede se qualcuno ha visto suo figlio. Erano stati insieme per tre anni, "sempre vicino l'un all'altro, per soffrire, per le botte, per le razioni di pane, per pregare," ma il padre l'ha perso di vista nella folla e ora sta cercando il corpo di suo figlio tra la neve. “Non avevo nessuna forza rimasta per correre. E mio figlio non lo ha notato. È tutto quello che so.” Wiesel non dice all'uomo che in realtà suo figlio, dopo aver visto suo padre zoppicare, aveva cominciato ad avanzare più velocemente, facendo aumentare la distanza tra loro.
I detenuti trascorrono due giorni e due notti a Gleiwitz rinchiusi dentro strette caserme, senza cibo, acqua e riscaldamento, dormendo letteralmente uno sopra l'altro, così ogni mattina i vivi si risvegliano con i morti sotto di loro. A questo segue un'altra marcia verso la stazione ferroviaria e poi su un carro bestiame senza tetto e senza posto per sedersi fino a quando i detenuti si fanno spazio lanciando i morti sui binari. Viaggiano per dieci giorni e dieci notti, dissetandosi solo con la neve che cade su di loro. Dei cento ebrei a bordo del vagone di Wiesel, solo dodici sopravvivono.
Papà! Papà! Svegliati. Stanno cercando di buttarti fuori dal carro...
Il suo corpo rimase inerte.
Mi misi al lavoro per schiaffeggiarlo il più forte possibile. Dopo un attimo, le sue palpebre si mossero leggermente sui suoi occhi di vetro. Respirava debolmente.
Ci vedi, piansi. I due uomini andarono via.»

### Buchenwald e liberazione

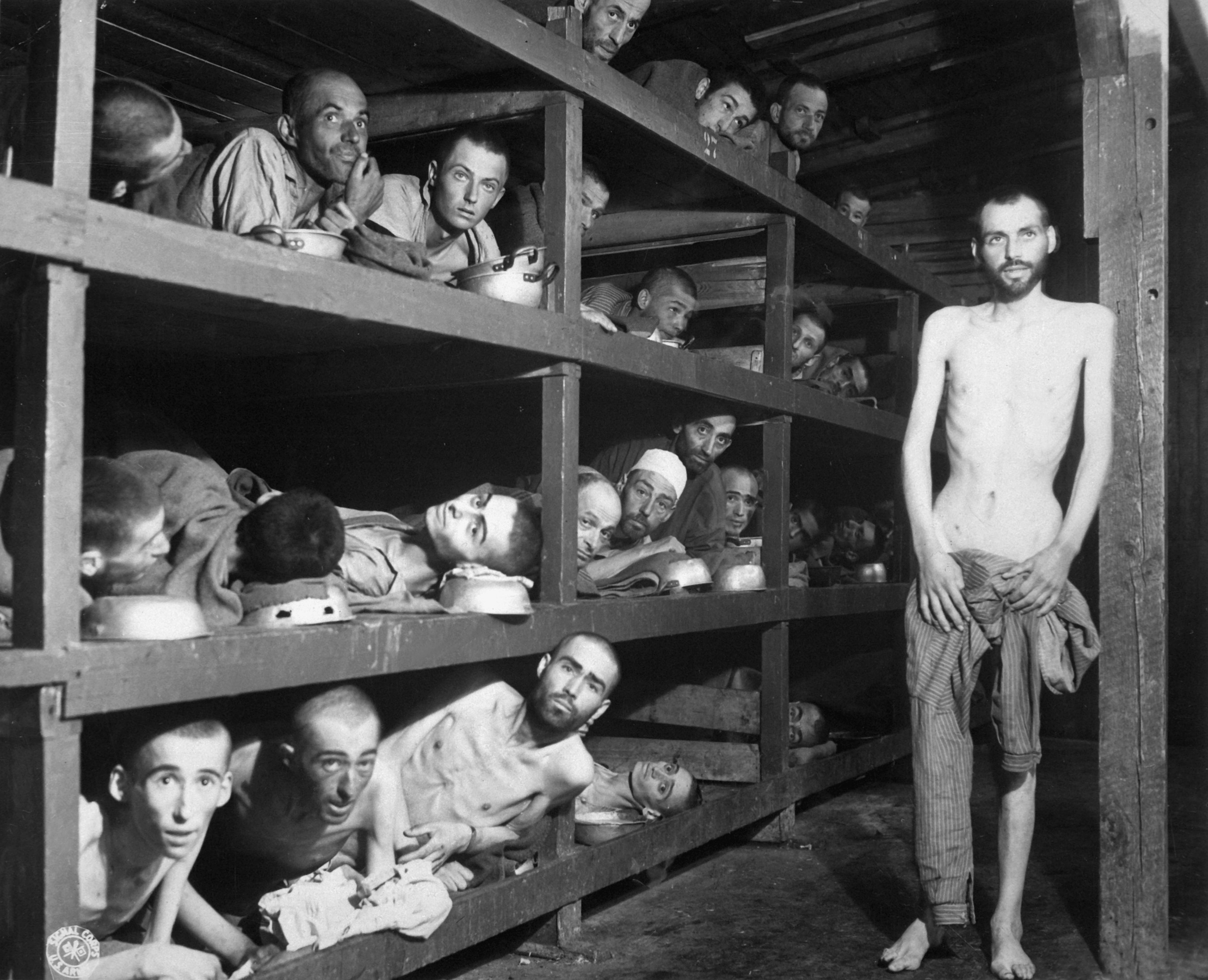
Elie Wiesel nel campo di concentramento di Buchenwald il 16 aprile 1945; è nella seconda fila, la settima persona da sinistra.

I tedeschi stanno aspettando con megafoni e con l'ordine di far fare ai detenuti un bagno bollente. Wiesel è disperato per il calore dell'acqua, ma suo padre affonda nella neve. “Avrei potuto piangere rabbiosamente... Gli mostrai i cadaveri intorno a lui, avrebbero voluto anche loro restare lì... Gridai contro il vento... Non sentivo di prendermela con lui, ma con la morte stessa, con la morte che aveva già scelto.”
Un suono d'allarme, le luci dei campi si spengono, ed Eliezer, esausto, segue la massa verso le caserme, lasciando indietro suo padre. Si sveglia all'alba su un letto a castello di legno, ricordandosi di avere un padre, e va a cercarlo.
Suo padre è in un altro reparto, malato di dissenteria. Gli uomini vicini a lui, un francese e un polacco, lo attaccano perché non può più uscire a fare i suoi bisogni. Eliezer non riesce a proteggerlo. "Un'altra ferita al cuore, un altro odio, un'altra ragione per vivere persa." Una notte, implorando dell'acqua dal lettino in cui ha giaciuto per una settimana, Shlomo viene colpito sulla testa con un bastone da un agente delle SS per aver fatto troppo rumore. Eliezer sta nella cuccetta di sopra e non fa niente per paura di essere colpito a sua volta. Ode suo padre fare un rumore indefinito, "Eliezer". La mattina, 29 gennaio 1945, trova un altro uomo al posto di suo padre. I Kapò erano arrivati prima dell'alba per portare suo padre nel forno crematorio.
Non piansi, e provai dolore per il non poter riuscire a piangere. Ma non ho più avuto lacrime. E, nel profondo del mio essere, nei recessi della mia coscienza indebolita, avrei potuto cercare questo, e potrei aver trovato qualcosa – finalmente libero!»
Chlomo perde così la possibilità di essere libero solo per qualche settimana. I sovietici liberano Auschwitz 11 giorni dopo, mentre gli Americani stanno avanzando verso Buchenwald. Eliezer è trasferito nel reparto dei bambini dove sta con altri 600, sognando la zuppa. Il 5 aprile 1945 viene comunicato ai detenuti che il campo sta per essere dismesso e devono trasferirsi – un'altra marcia della morte. L'11 aprile, con ventimila detenuti ancora dentro, un movimento di resistenza ebreo attacca gli agenti SS rimasti e prende il controllo. Alle sei di quella sera, un carro armato americano arriva ai cancelli, precedendo la Terza Divisione dell'esercito statunitense. Eliezer è libero.

## Scrittura e pubblicazione

### 1954: Scrittura diUn di Velt Hot Geshvign
Da Buchenwald, Wiesel avrebbe voluto andare in Palestina, ma fu fermato dalle restrizioni inglesi sull'immigrazione. Rifiutandosi di tornare a Sighet, fu mandato invece al Oeuvre au Secours aux Enfants (Servizio di recupero per ragazzi) insieme ad altri 400, prima in Belgio, poi in Normandia, dove apprese che le due sue sorelle maggiori, Hilda e Beatrice, erano sopravvissute. Dal 1947 al 1950, studiò il Talmud, filosofia e letteratura alla Sorbona, frequentando lezioni di Jean-Paul Sartre e Martin Buber. Per guadagnare uno stipendio di 16 dollari alla settimana, insegnò la lingua ebraica e lavorò come traduttore per il settimanale Zion in Kamf, che lo avvicinò al giornalismo. Nel 1948, all'età di diciannove anni, fu inviato in Israele come corrispondente di guerra dal giornale francese L'Arché, e dopo la Sorbona, egli divenne capo corrispondente estero del quotidiano di Tel Aviv Yedoth Ahronoth.
Per dieci anni, tenne per sé la sua esperienza. Nel 1979, scrisse: "La mia angoscia era così pesante che feci una promessa: non parlare, non sfiorare le parti essenziali per almeno dieci anni. [...] Abbastanza a lungo per rientrare in possesso della mia memoria." Fu nel 1954 che cominciò a scrivere, a bordo di una nave per il Brasile in cui aveva il compito di proteggere l'attività missionaria cristiana nelle comunità ebraiche. "Scrissi febbrilmente, senza respiro, senza rileggere. Scrissi per testimoniare, per fermare i morti dal morire, per giustificare la mia sopravvivenza... La mia promessa di silenzio sarebbe stata presto rispettata: l'anno successivo avrebbe segnato il decimo anniversario dalla mia liberazione... Le pagine si accatastarono sul mio letto. Dormivo irregolarmente, senza mai partecipare alle attività della nave, costantemente isolato sul mio piccolo diario, ignaro dei miei compagni di viaggio..."
Alla fine del viaggio, Wiesel aveva un manoscritto di 862 pagine che chiamò Un di Velt Hot Geshvign (און די וועלט האָט געשוויגן "E il mondo rimase in silenzio”). Sulla nave fu presentato da amici a Mark Turkov, un editore di testi yiddish, al quale consegnò l'unica copia del manoscritto. Fu pubblicato a Buenos Aires dal Tsentral-Farband fun Poylishe Yidn in Argentine (צענטראל־פארבאנד פון פּוילישע יידן אין ארגענטינע "Unione centrale degli ebrei polacchi in Argentina") come un volume di 245 pagine, il centodiciassettesimo libro in una serie di 176 volumi di memorie yiddish della Polonia e della guerra, chiamata Dos poylishe yidntum (דאָס פּוילישע יידנטום "La comunità ebraica polacca", Buenos Aires 1946-1966). Mentre gli altri libri della serie erano essenzialmente memorie delle vittime, Ruth Wisse scrive che E il mondo rimase in silenzio spicca come una "narrativa letteraria altamente selettiva e isolata" influenzata dalle letture di Wiesel degli esistenzialisti francesi.

### 1958: Pubblicazione deLa nuit

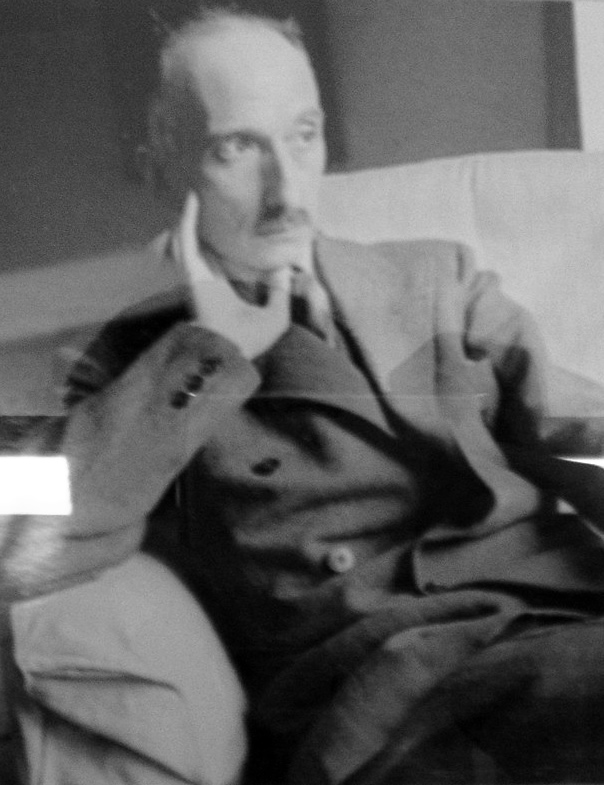
Lo scrittore e giornalista francese François Mauriac, che ebbe un ruolo importante nell'incoraggiare Wiesel a scrivere la sua opera

Il libro non destò interesse letterario e Wiesel continuò con il suo lavoro di giornalista. Nel maggio 1955, volendo intervistare il primo ministro francese Pierre Mendès France, contattò lo scrittore François Mauriac, un amico di Mendes-France, per essergli presentato. Egli scrive: "Il problema era che [Mauriac] era innamorato di Gesù. Era la persona migliore che avessi mai incontrato in quel campo – come scrittore, uno scrittore cattolico. Onestà, senso di integrità, ed era innamorato di Gesù. Parlava solo di lui. Qualunque cosa gli chiedessi – Gesù. Finalmente, dissi: "Cosa mi racconta di Mendes-France?" Egli rispose che Mendes-France, come Gesù, stava soffrendo..."
Wiesel tradusse E il mondo rimase in silenzio, e inviò a Mauriac il manoscritto in francese dopo un anno. Anche con i contatti di Mauriac, non fu trovato nessun editore. Dissero che era troppo morboso. Ma nel 1958 Jerôme Linden di Les Editions de Minuit accettò di pubblicare una traduzione di 178 pagine intitolata La Nuit, dedicata a Chlomo, Sarah e Tzipora, con una prefazione di Mauriac.

### 1960: Pubblicazione diThe Night
L'agente newyorkese di Wiesel, Georges Borschardt, incontrò le stesse difficoltà per trovare un editore statunitense. Secondo Wiesel: "Alcuni trovavano il libro troppo snello (i lettori statunitensi sembravano preferire volumi più corposi), altri troppo deprimente (i lettori statunitensi sembravano preferire libri ottimisti). Alcuni ritenevano che l'argomento fosse poco conosciuto, altri che lo fosse troppo."
Nel 1960, Arthur Wang di Hill & Wang – su cui Wiesel scrive che "credeva nella letteratura come altri credono in Dio" - accettò di pagare un anticipo simbolico di 100 dollari, e pubblicò negli Stati Uniti un'edizione in inglese di 116 pagine nel settembre di quell'anno intitolata The Night, tradotta da Stella Rodway di McGibbon & Kee. Wiesel stava lavorando contemporaneamente come corrispondente delle Nazioni Unite per dei giornali di Israele e per il Forverts (ancora oggi il più importante quotidiano del mondo a d usare la lingua yiddish) a New York. Ci vollero tre anni perché fossero vendute le prime 3000 copie. Il libro vendette 1046 copie nei successivi 18 mesi, a 3 dollari per copia, ma attrasse l'interesse dei critici, portando a interviste televisive con Wiesel e incontri con figure letterarie come Saul Bellow.
Nel 1997 il libro vendette negli Stati Uniti 300 000 copie e nel 2011 sei milioni, ed era disponibile in 30 lingue. Le vendite incrementarono nel gennaio 2006 quando fu scelto dall’Oprah's Book Club, la rubrica letteraria del popolare Oprah Winfrey Show. Fu pubblicato con una nuova traduzione dalla moglie di Wiesel, Marion, e una nuova prefazione di Wiesel, e dal 13 febbraio di quell'anno era il numero uno nella lista dei bestseller del "New York Times". L'edizione dell'Oprah's Book Club, con oltre due milioni di copie vendute, diventò il terzo bestseller tra i 70 libri del Club.

## Critica

### Memoria o romanzo
Studenti e critici rimangono incerti sul genere a cui La notte appartiene. Gary Weissman scrive che è stata definita romanzo, autobiografia, romanzo autobiografico, romanzo non narrativo, memoria semi-narrativa, romanzo autobiografico narrativo, memoria autobiografica narrativa e romanzo di memoria. Ellen Fine lo chiama tèmoignage (testimonianza), nonostante sostenga che potrebbe appartenere a tutte le categorie. In All Rivers Run to the Sea, Wiesel dice esplicitamente che non si tratta di un romanzo, bensì della sua deposizione. I critici hanno avuto comunque difficoltà a leggerlo come una testimonianza oculare.
Ruth Franklin sostiene che l'impatto del libro deriva dalla sua costruzione. Il suo linguaggio è semplice, ma "ogni frase sembra pesata e cauta, ogni episodio attentamente scelto e delineato... Si ha il senso dell'impietosa esperienza impietosamente distillata nella sua essenza..." Ruth Franklin scrive che il potere della narrazione è arrivato al costo della verità letterale. La versione yiddish era un lavoro storico, politico e rabbioso, che colpevolizzava il concetto ebreo di popolo eletto come la fonte dei problemi degli ebrei. Wiesel scrisse nella versione yiddish del 1956: "Noi credevamo in Dio, avevamo fede nell'uomo, e vivevamo senza l'illusione che in ognuno di noi c'è una scintilla sacra del fuoco dello shekhinah, che ognuno portava nei suoi occhi e nella sua anima in segno di Dio. Questo era la fonte – se non la causa – di tutte le nostre sfortune." In preparazione alla pubblicazione in Francia, Wiesel e il suo editore tagliarono senza pietà. Franklin scrive che emerse un'opera d'arte, piuttosto che una narrazione fedele.
Naomi Seidman, professoressa di cultura ebraica al Graduate Theological Union, scrisse un'analisi comparativa tra il testo yiddish e quello francese per un articolo del 1996 nel "Jewish Social Studies", concludendo che La notte trasforma l'Olocausto in un evento religioso, l'abdicazione di dio, che ha come testimoni sia i preti che i profeti; Wiesel stesso disse che Auschwitz era importante come il Monte Sinai. Seidman argomenta che non ci fu un sopravvissuto dell'Olocausto in La notte, ma due – uno yiddish e un francese – un punto di vista che i negazionisti hanno sfruttato per accusare Wiesel di non essere stato fedele su alcune vicende. Seidman stessa fu accusata di revisionismo dell'Olocausto. Disse al "Jewish Daily Forward" che, riscrivendo piuttosto che semplicemente traducendo Un di Velt Hot Geshvign, Wiesel ha sostituito un rabbioso sopravvissuto che considera la "testimonianza come una confutazione di quello che i nazisti hanno fatto agli ebrei", con un "perseguitato a morte, la cui denuncia principale è diretta contro Dio, non contro il mondo, [o] i nazisti".
Seidman sostiene la tesi che i testi yiddish e francesi furono scritti per pubblici diversi confrontando parti del testo che non sono state tagliate. Ad esempio, nella versione yiddish, Wiesel scrive che, dopo la liberazione, alcuni dei sopravvissuti del campo maschile corsero via a "fargvaldikn daytshe shikses” ("stuprare shiksas tedesche"), mentre nell'edizione francese, essi "coucher avec les filles" (dormirono con le ragazze). Seidman sostiene che la versione yiddish è scritta per lettori ebrei, che vogliono sentire raccontare di ragazzi ebrei che si vendicano violentando tedesche non ebree. Per il resto del mondo – la maggioranza di lettori cristiani – la rabbia è rimossa, ed essi sono solo ragazzi che dormono con delle ragazze. Seidman scrive che Wiesel può aver soppresso il desiderio di vendetta su consiglio di Mauriac, che era cattolico.

### Data di scrittura della versione originale
C'è confusione riguardo a quando fu scritta la prima versione. Wiesel sostiene che iniziò a scrivere dopo il suo incontro con Mauriac nel maggio 1955. In un'intervista del 1996, affermò: "Mauriac mi portò in ascensore e mi abbracciò. E quell'anno, il decimo anno, cominciai a scrivere il mio racconto. Dopo che fu tradotto dall'yiddish al francese, glielo inviai... Questo non mi fece pubblicare, ma scrivere." Ma Naomi Seidman nota – come fa Wiesel in All Rivers Run to the Sea – che Mark Turkov, il produttore di Wiesel in Argentina, ricevette il manoscritto yiddish nel 1954, un anno prima dell'incontro di Wiesel con Mauriac.
In Rivers, Wiesel racconta che la prima versione di La notte fu scritta su una barca sulla rotta per il Brasile nel 1954, e che consegnò l'originale di 862 pagine a Turkov sulla nave. Nonostante la promessa di Turkov di restituire il manoscritto, Wiesel scrive che non lo riebbe più, ma più tardi in Rivers, spiega che "tagliò il manoscritto originale da 862 pagine alle 245 di quello pubblicato in Yiddish." Seidman scrive che "questi resoconti confusi e contraddittori sulle varie versioni di La notte hanno generato una catena di commenti critici similmente confusi."

### Verità e memoria

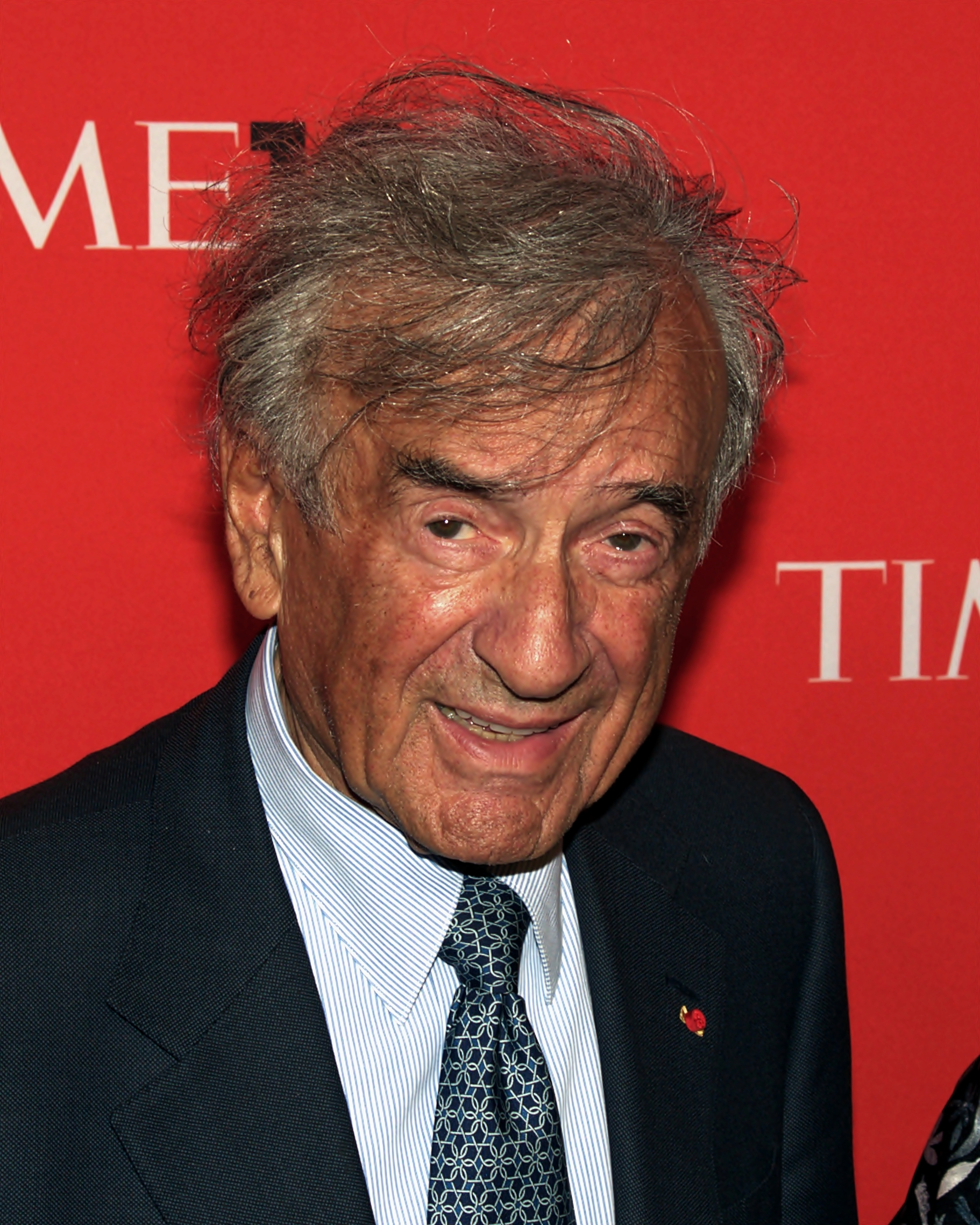
Elie Wiesel nel 2010

Ruth Franklin scrive che la "riesumazione" di La notte da parte di Oprah Winfrey arrivò in un periodo difficile per il genere letterario delle memorie, dopo che si scoprì che uno degli autori scelti dallo show della Winfrey, James Frey, aveva inventato parte della sua autobiografia In un milione di piccoli pezzi. Ruth Franklin sostiene che l'approvazione di Winfrey del lavoro di Wiesel fu una mossa astuta, forse fatta per ripristinare la credibilità dello show con un libro considerato al di sopra di ogni critica. Franklin scrive che La notte è una lezione utile per insegnare la complessità della memoria, e che la storia di come venne scritta rivela come molti fattori entrino in gioco per creare una memoria: "l'obbligo di ricordare e di scrivere, certamente, ma anche l'obbligo artistico e persino morale di costruire un vero personaggio e di compiere un lavoro magnifico... la verità in prosa si scopre, non è sempre la stessa cosa della verità nella vita."
Wiesel racconta una storia su una visita a un Rebbe, un Rabbino chassidico che non vedeva da 20 anni. Il Rebbe è turbato nell'apprendere che Wiesel è diventato uno scrittore, e vuole sapere cosa scrive.